# Total Western
Pour plus de détails, voir Fiche technique et Distribution.
Total Western est un film français réalisé par Éric Rochant, sorti en 2000.

## Synopsis
Gérard Bédécarax, dit « Bédé », travaille pour une organisation criminelle parisienne dans laquelle il est chargé de récupérer l'argent de « protections ». Son chef, Bergosa, lui demande de conclure un achat avec un autre groupe de malfrats, mais la rencontre tourne au carnage à cause du neveu de Bergosa. Seul survivant du massacre, Bédé récupère l'argent de la transaction et, sur les recommandations d'un ami, se retire à la campagne, en dehors du bruit de la ville. Il travaille dans un centre d'hébergement pour jeunes délinquants dans l'Aveyron, l'Espérance, près de Millau, où il se fait passer pour un éducateur au sein d'un centre d'hébergement, et d'une poignée d'autres éducateurs. Bédé pense pouvoir se reposer, mais Ludo Daes, un malfrat, se lance sur ses traces avec acharnement pour récupérer l'argent.

## Fiche technique
- Titre : Total Western
- Réalisation : Éric Rochant
- Scénario : Laurent Chalumeau et Éric Rochant
- Production : Saïd Ben Saïd et Alain Rocca
- Société de production : Canal+, UGC, Lazennec Films, Studio Images 6
- Société de distribution : UGC
- Musique : Marco Prince
- Photographie : Vincenzo Marano
- Montage : Pascale Fenouillet
- Décors : Thierry François
- Costumes : Claire Fraisse
- Budget : 7 290 000 €[1]
- Pays d'origine :  France
- Langue : français
- Format : couleurs - 2,35:1 - DTS / Dolby Digital - 35 mm
- Genre : Action, film de gangsters et thriller
- Durée : 84 minutes
- Dates de sortie : 
  -  France : 5 juillet 2000
  -  Belgique : 23 août 2000
- Film interdit aux moins de 12 ans avec avertissement lors de sa sortie en France[2]

## Distribution
- Samuel Le Bihan : Bédé
- Jean-Pierre Kalfon : Ludo
- Jean-François Stévenin : Jean-Mi
- Philippe Ambrosini : Claude
- Kahena Saighi : Farida
- Alexia Stresi : Kristelle
- Youssef Diawara : Moussa
- Ouassini Embarek : Aziz
- Saïd Serrari : Karim
- Christophe Hémon : Kevin
- Marc Andreoni : José
- Philippe Khorsand : Bergosa
- Jean-Marie Winling : le colonel
- Catherine Hosmalin : Gisèle
- Marco Prince : Ange
- Emmanuel Avena : Aliocha
- Jo Prestia : Johan
- Martial Odone : George
- Nicky Naudé : le yuppie

## Sortie et accueil
À sa sortie, Total Western obtient une réception mitigée de la part de la presse, obtenant une moyenne de 2,8⁄5 sur le site AlloCiné, pour dix-huit critiques collectées.
Le film connaît un échec commercial à sa sortie. Distribué dans 150 salles pour sa première semaine d'exploitation, il démarre à la dixième place du box-office français avec 57 791 entrées, dont 14 364 entrées sur Paris, où il est distribué dans 6 salles. En fin d'exploitation, le long-métrage totalise 80 753 entrées sur l'ensemble du territoire français, dont 29 282 entrées sur Paris, où il est reste douze semaines à l'affiche dans les salles d'exclusivité.